# Austrosmittium norinsulare
Austrosmittium norinsulare är en svampart som beskrevs av Lichtw. 1990. Austrosmittium norinsulare ingår i släktet Austrosmittium och familjen Legeriomycetaceae.   Inga underarter finns listade i Catalogue of Life.